# Andrzej Paleolog (przywódca Zelotów)
Andrzej Paleolog (zm. po 1350) – przywódca Zelotów w Tesalonice. 

## Życiorys
Stał na czele najbardziej radykalnego odłamu Zelotów, którzy objęli władzę w mieście w 1345 roku. Po usunięciu Jan Apokaukosa Andrzej Paleolog uzyskał pomoc Stefana Duszana. Nie zaakceptował władz Konstantynopola. Interwencja serbska oraz spory pomiędzy przywódcami powstania doprowadziły w 1350 do wygnania Andrzej z miasta, w którym władzę przejął prezentujący stanowisko procesarskie Aleksy Metochita